# Jean-Louis Hourdin
Jean-Louis Hourdin, né en 1944, est un comédien et metteur en scène de théâtre.

## Biographie
Jean-Louis Alain Hourdin, formé à l'École supérieure d'art dramatique de Strasbourg entre 1966 et 1969, il joue sous la direction de Hubert Gignoux, Pierre Etienne Heymann, André Steiger, G. Jung, Robert Gironès, Peter Brook, Jean-Pierre Vincent (ex-administrateur de la Comédie Française), Jean Jourdheuil et Jean-Paul Wenzel. Animé par les idéaux des pionniers de la décentralisation théâtrale, il fonde avec Arlette Chosson en 1976, le Groupe régional d'action théâtrale et culturelle, plus connu sous le nom de GRAT. Il crée avec Jean-Paul Wenzel et Olivier Perrier les Rencontres théâtre à Hérisson en 1976. En 2006, il rachète la Maison Jacques-Copeau à Pernand Vergelesses et créé l'Association Maison Jacques Copeau qui accueille des formations professionnelles dès 2006. En 2014, le ministère de la Culture et de la Communication décerne à la Maison Jacques Copeau le label Maison des Illustres.

## Metteur en scène
- 1976 : Tout ça c'est une destinée normale d'après Karl Valentin et Liesl Karlstadt
- 1978 : Ça respire encore
- 1979 : Honte à l'humanité
- 1980 : Woyzeck de Georg Büchner, Rencontres d'Hérisson et Festival d'Automne[6]
- 1981 : Tout ça c'est une destinée normale N°2 d'après Karl Valentin
- 1982 : Léonce et Léna de Georg Büchner, Festival d'Avignon, repris au Théâtre de Gennevilliers
- 1982 : Moi n'amuse plus moi d'après Chaval, mis en scène avec R. Guillerme
- 1983 : Liberté à Brême de R.W. Fassbinder, Festival d'Avignon
- 1983 : La Mort de Danton de Georg Büchner, TEP
- 1984 : Le Songe d'une nuit d'été de W. Shakespeare
- 1984 : La Tempête de W. Shakespeare
- 1986-1987 : Ubu roi d'Alfred Jarry
- 1988 : Le Monde d'Albert Cohen
- 1988 : La Ronde d'Arthur Schnitzler
- 1989 : Hurle France
- 1990 : Casimir et Caroline de Ödön von Horváth
- 1991 : Coups de foudres de M. Deutsch
- 1991 : Des babouins et des hommes d'après l’œuvre d'Albert Cohen
- 1991 : La Maison du peuple d'Eugène Durif
- 1991 : Tamerlan de Christopher Marlowe
- 1992 : Farces de Molière et de Dario Fo
- 1993 : Sans titre de Federico García Lorca
- 1993-1994 : Boby
- 1994-1995 : El halia
- 1995 : À l'aventure de Evelyne Pieiller
- 1996-1997 : Les Fils de l'amertume Slimane Benaïssa
- 1998 :  Brassens, chansons
- 1998 : Chantier
- 1999 : Cabaret satirique N°3 tout ça c'est une destinée normale de Franca Rame, Dario Fo, Liesl Karlstadt, Karl Valentin
- 1999 : Ça respire toujours
- 2000 : Gens de Cluny-Légendes
- 2000-2001 : Le Théâtre ambulant Chopalovitch de Lioubomir Simovitch
- 2002 : Le Livre de ma mère d'Albert Cohen
- 2003 : Même pas mort ! d’Eugène Durif
- 2003 : Woyzeck de Georg Büchner
- 2004 : D'où viens tu mon petit de Gérard Guillaumat
- 2004 : Le Tribun de Mauricio Kagel
- 2005 : Veillons et armons-nous en pensée
- 2006 : Boby dit d'après Boby Lapointe et Louis Arti
- 2006 : Les passions
- 2007 : Fracas de Pierre Henri[7]
- 2007 : Une confrérie de farceurs de Bernard Faivre
- 2008 : Copeau d'après Jacques Copeau
- 2009 : Je suis en colère mais ça me fait rire de Grat-Cie Jean Louis Hourdin[8]
- 2010 :C'est la faute à Rabelais d'Eugène Durif
- 2010 : Coups de foudres de Michel Deutsch et Frantz Fanon
- 2010-2011 :  Clarisse, Mehdi et les autres de David Dumortier
- 2012 :  Et si on s'y mettait tous
- 2012 : Jean la chance de Bertolt Brecht[9]
- 2012 : Très nombreux, chacun seul de Jean-Pierre Bodin et Alandrine Brisson
- 2013 : Le Désir de l'humain d'Eugène Durif
- 2013 : Jean la chance de Bertolt Brecht, avec les élèves du TNS[10]
- 2014 : Les Utopies anonymes d'Eugène Durif
- 2015 : Vous prendrez bien un peu de liberté ou comment ne pas pleurer d'après Marivaux et Naomi Klein

## Comédien
- 1986 : Passions, d'Arlette Namiand, mise en scène de J.P. Wenzel, Les Fédérés
- 1998 : L’Ennemi du Peuple d’Ibsen, mise en scène de Claude Stratz, Comédie de Genève.
- 2017 : Une aventure théâtrale  de Daniel Cling (témoignage)